# Outines

Outines este o comună în departamentul Marne, Franța. În 2009 avea o populație de 149 de locuitori.